# Война полов (фильм, 1972)
«Война полов» (англ. The War between Men and Women) - американский комедийно-драматический фильм 1972 года, снятый Мелвиллом Шавельсоном с Джеком Леммоном, Барбарой Харрис и Джейсоном Робардсом в главных ролях. Фильм основан на сочинениях юмориста Джеймса Тербера и был выпущен Cinema Center Films. В фильме присутствует анимация, вкраплённая в историю, основанная на работах Тёрбера. Шавельсон также был создателем основанного на работах Тёрбера сериала 1969 года «Мой мир и добро пожаловать в него».  Сценарий был написан Шавельсоном и Дэнни Арнольдом, который также работал над сериалом 1969 года. Лиза Герритсен, которая в фильме играет Линду Козленко, ранее снялась в фильме «Мой мир и Добро пожаловать в него» в роли Лидии Монро.

## Сюжет
Питер Уилсон (Джек Леммон) - саркастический близорукий карикатурист, писатель и нерешительный холостяк, живущий на Манхэттене. Он ненавидит собак и детей и ему неприемлимы женские приоритеты, и он избегает обязательств, предпочитая преходящие физические отношения.
Ослепший на один глаз после несчастного случая в детстве и теряющий зрение в другом (точно так же как Тёрбер), он всё ещё пытается подделать результаты на остроту зрения, заранее запоминая таблицу, как будто убеждение одного офтальмолога, что он может видеть, каким-то образом смягчит его дегенеративное глазное расстройство. После особенно удручающего осмотра, во время которого он узнаёт, что может или смириться с операцией или ослепнуть, он прямо в кабинете офтальмолога буквальным образом (поскольку оба они слабовидящие) сталкивается с Терезой Козленко (Барбара Харрис). Питер влюбляется в неё, однако вскоре обнаруживает, что она – разведённая мать-одиночка троих детей.
Тем не менее, между ними развивается тесная дружба, которая постепенно перерастает в роман, по мере того, как Питер понимает, что Терри — единственная женщина, которая может терпеть его сильный антифеминизм. Когда она отвергает его план сексуальных отношений, проводимых исключительно на его холостяцкой территории (чтобы ему не пришлось связываться с её требовательной семьёй), он неохотно делает ей предложение. Они женятся, и он переезжает в её квартиру, но её бывший муж Стивен (Джейсон Робардс), кажется, проводит больше времени со своими детьми. Поначалу Стивен и Питер конфликтуют, но вскоре становятся хорошими друзьями, а также, к большому неодобрению Терри, и собутыльниками.
Зрение Питера постепенно ухудшается, и его начальник Говард Манн (Херб Эдельман) начинает критиковать его работу. Питер планирует рискованную операцию, которая может вылечить его проблему, но старается держать это в секрете от Терри, чтобы не беспокоить её. Говард впадает в истерику и непреднамеренно разрушает алиби Питера, что у того работа над книгой вдали от дома. Терри говорит ему, что она знала, что Питер слепнет, когда она впервые встретила его.
Название фильма происходит от работ Тёрбера, но на самом деле речь не о гендерной войне: она о войне против отчаяния и самых эгоистичных и разрушительных побуждений человечества, и о том, как мужчины и женщины сражаются вместе. Эта война — ад, но в этих руках это весёлый ад.

## В ролях
- Джек Леммон — Питер Эдвард Уилсон
- Барбара Харрис — Тереза Элис Козленко
- Джейсон Робардс — Стивен Козленко
- Херб Эдельман — Говард Манн
- Лиза Герритсен — Линда Козленко
- Музи Драйер — Дэвид Козленко
- Северн Дарден — Доктор Харрис
- Лиза Айлбакер — Кэролайн Козленко
- Люсиль Мередит — Миссис Шенкер
- Рут МакДевитт  — пожилая женщина
- Ли  Мармаер — старая карга
- Джо Файе — посыльный
- Алан ДеВитт — мужчина
- Джон Заремба — Министр
- Ричард Гейтс — Берни
- Яня Браунт — медсестра
- Олив Данбар — Женщина в Литературном кафе
- Маргарет Муз —Женщина в Литературном кафе
- Билл Хикман — высокий джентльмен
- Джойс Бразерс — в роли себя
- Дэнни Арнольд — полицейский на Манхэттене
- Барт Ричардс — продавец книг

## Награды
Сценарий Мелвилла Шавельсона и Дэнни Арнольда был номинирован на премию Гильдии сценаристов Америки за лучшую комедию, написанную непосредственно для экрана.

## ДВД
Как и многие другие фильмы в каталоге Cinema Center, «Война полов» долгое время была недоступна для домашнего видео, за исключением краткого выпуска VHS в 2000 году, хотя он был показан по телевидению. 28 января 2014 года он был выпущен на DVD компанией Paramount Pictures Home Entertainment в качестве широкоэкранного DVD для региона 1. Он был выпущен на Blu-ray в 2016 году компанией Kino Lorber.